# Zile
Zile – miasto w Turcji w prowincji Tokat.
Według danych na 2000 rok miasto zamieszkiwało 52 640 osób.
W pobliżu miała miejsce bitwa pod Zelą – starcie zbrojne w roku 47 p.n.e.  w trakcie wojny domowej w Rzymie, między siłami rzymskimi Juliusza Cezara a armią króla Pontu Farnakesa II (97–47 p.n.e.),  zakończone zdecydowanym zwycięstwem rzymskim. Błyskawiczna kampania Cezara przeszła do historii opisana trzema słowami w jego liście do przyjaciela: veni, vidi, vici – „przybyłem, zobaczyłem, zwyciężyłem”.